# John Charles Zaal
John Charles Zaal (Paramaribo, 2 maart 1889 – Pinellas County, december 1963) was een Surinaams politicus.
Zaal was adjunct-commies bij de Gouvernements-Secretarie voor hij in 1921 bevorderd werd tot commies bij het postkantoor. Later werd hij hoofd van het kantoor Algemeene Zaken op de afdeling administratie van het departement van Financiën. Vanaf eind 1924 nam hij enige tijd waar als griffier bij de Koloniale Staten en in 1930 werd Zaal bevorderd tot hoofdcommies. Eind 1937 volgde hij tijdelijk de referendaris bij de Gouvernements-Secretarie en midden 1938 werd hij daar als referendaris benoemd.
Vanwege gezondheidsproblemen ging hij in de zomer van 1939 naar Nederland waar hij (deels) de Tweede Wereldoorlog heeft doorgebracht. In de loop van 1946 werd Zaal onderhoofd van het departement van Financiën. Nadat het CAB-lid (minister) Smit, met in zijn portefeuille van financiën, voortijdig was opgestapt, werd Zaal in januari 1949 benoemd. Later dat jaar trad het kabinet onder leiding van J.C. de Miranda aan, waarbij Zaal de posten Algemeen en Gewestelijk Bestuur en Sociale Zaken toebedeeld kreeg.
In januari 1950 trad de Interimregeling in werking, waarbij de term College van Algemeen Bestuur vervangen werd door Regeringsraad en de term CAB-lid vervangen werd door Landsminister. Nadat Lichtveld was opgestapt vanwege de Hospitaalkwestie, werd Zaal in januari 1951 tevens landsminister van Onderwijs en Volksontwikkeling. Met het aantreden enkele maanden later van het kabinet Drielsma, kwam er een einde aan de politieke loopbaan van Zaal. In 1952 vertrok hij naar Den Haag, waar hij benoemd werd tot secretaris van het Commissariaat voor Surinaamse Zaken in Nederland. In 1959 ging hij met pensioen; eind 1963 overleed hij in Florida op 74-jarige leeftijd.